# Cenobium

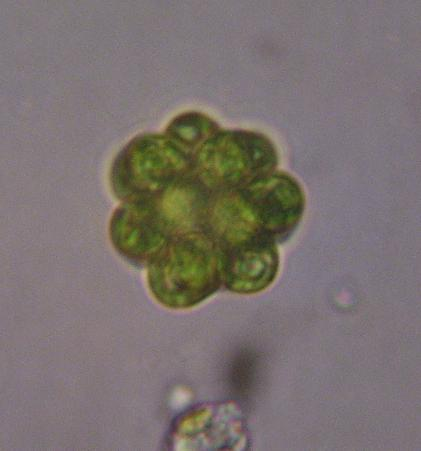
Kuliste cenobium Coelastrum sp.

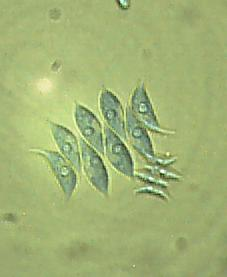
Linearne cenobium Scenedesmus acuminatus

Cenobium – skupienia komórek glonów powstające w wyniku wielokrotnych podziałów i przy zachowaniu łączności za sprawą wspólnej otoczki galaretowatej lub z powodu utrzymywania się komórek siostrzanych w obrębie ścian komórki macierzystej. Cenobia mają zwykle stały dla poszczególnych gatunków kształt i liczbę komórek. Mimo to, możliwe jest także funkcjonowanie cenobiów niepełnych. W niektórych przypadkach tworzenie cenobiów przez organizmy jednokomórkowe, fakultatywnie cenobialne (np. Scenedesmus sp.) ma charakter cyklomorfozy indukowanej obecnością kairomonów.
Przykłady organizmów cenobialnych: Gloeocapsa, Nostoc, Hydrurus, Anabaena, Plectonema.
Nazwa pochodzi od jednej z form życia monastycznego – cenobityzmu, czyli życia we wspólnocie klasztornej. Dom zakonny cenobitów to cenobium.